# B. Király Györgyi
B. Király Györgyi (Eger, 1957 –) újságíró, szerkesztő-műsorvezető.

## Életpályája
Édesanyja Király Györgyné, az egri X. Számú Általános Iskola igazgatója, édesapja Király György katonatiszt, majd könyvtáros a Dobó István laktanyában. Az egri Szilágyi Erzsébet Gimnázium kémia–biológia tagozatán érettségizett. Debrecenben, a Kossuth Lajos Tudományegyetem Bölcsészettudományi Karán szerzett történelem szakos tanári és művelődésszervezői diplomát.
Első munkahelye a Magyar Televízió ifjúsági osztálya, ahol Pomezanski György, Feledy Péter, Hárs György, Kökényessy Ferenc mellett kezdett el dolgozni. Rövidesen átkerült a Balogh Judit vezette Horizont külpolitikai szerkesztőségbe, ezzel párhuzamosan elvégezte a MUOSZ külpolitikai szakát, újságírói diplomát is kapott. 1979-81 között a Magyar Televízió külpolitikai szerkesztő riportere, 1981-1983 között a KISZ Központi Bizottsága művészetpolitikai referense.
Bianka lánya születése után a Kossuth Rádió Krónika rovatának riportere, szerkesztője, műsorvezetője. 1987-től pedig ott van a Győri Béla alapította rendszerváltó rádióműsor, a Vasárnapi Újság munkatársai között a rádiózás nagyjaival: Rapcsányi Lászlóval, Simkó Jánossal, Győrffy Miklóssal, Király Edittel, Nádor Tamással együtt. Rapcsányi László vatikáni ösztöndíja idején - egy éven át, 1991-ben - a Vallási Szerkesztőséget is vezeti. 1992-től másfél éven át (Bálint fia születéséig) a Vasárnapi Újság felelős szerkesztője. 1994-től 1997-ig (gyes közben) a Magyar Rádió Konzílium című egészségügyi magazinjának szerkesztője, valamint a Népjóléti Minisztérium és az Országos Egészségbiztosítási Pénztár Konzílium című folyóiratának főszerkesztője.
1997-től 2006-ig a Hálózat Televízió „Képes recept” című egészségmegőrző és az „Akarj élni!” című környezetbarát magazinjának felelős szerkesztője is, miközben a Magyar Rádió vezető szerkesztője, a 9 éven át minden kedden sugárzott „Hangos recept” című élő, interaktív műsor felelős szerkesztője és a Fehér János professzor szerkesztette Orvosi Hetilap rovatvezetője is, továbbá a Duna Televízió „Teázzon a Kor Kontrollal!” 30 epizódból álló sorozatának szerkesztő-műsorvezetője.
Erdélyben készített dokumentumfilmeket. Kitalálta, majd 9 éven keresztül szervezte „Az év praxisa a Kárpát medencében”, majd a „A nemzet háziorvosa” elnevezésű internetes pályázatot, ahol a hazai és a határon túli háziorvosokat és munkatársaikat a páciensek ajánlották egy-egy történet megírásával. 14 éve a Magyar Pszichiátriai Társaság Lélekemelő című periodikájának, 8 éve pedig a Magyar Tüdőgyógyász Társaság Lélegzet című periodikájának is felelős szerkesztője. 5 éve szerkesztő-műsorvezetője a Hatoscsatorna „Feketén-fehéren”, valamint „Egészség-tér” című műsorának.

## Könyvei
- 1981. Celladam, avagy rákkutatás magánkézben
- 1989. Sírj csak, lombikbébi! (riportkötet)
- 2000. Végjáték (riportkötet az országos intézetekről)
- 2001. Szeressük egymást gyerekek! (riportkötet az egészségügy anomáliáiról)
- 2002. Hangos recept (válogatás a rádióban elhangzott adásokból)
- 2004. Hangos recept (válogatás a rádióban elhangzott adásokból)
- 2008. Ki van a koporsóban? (történelmi krimi)
- 2013. Vér és arany (riportkötet Horváth István érelmeszesedés elleni vakcinájáról)
- 2017. A Gynevac tündöklése és bukása? (Dr. Újhelyi Károly harmadik védőoltásának története dr. Lázár Erika elbeszélése alapján)
- 2022. Rémálom (A Covid, a demencia és a halál)

## Elismerések
- 1980. A Magyar Televízió Elnökségének nívódíja
- 1984. A Magyar Rádió elnökségének nívódíja
- 1986. A Magyar Rádió László Anna-díja
- 1993. A Magyar Feltalálók Egyesülete és az Országos Találmányi Hivatal Innováció díja
- 2000. A Magyar Orvosi Kamara médiadíja
- 2005. Az Országos Vérellátó Szolgálat médiadíja
- 2016. A MUOSZ médiadíja a „Női szemmel” című televíziós műsorért

## Civil szervezetek
- 2006-2002. A Velencei tó Vértes Barátok Körének elnöke
- 2005 óta a Kor Kontroll Társaság elnöke